# Volumen circulante efectivo
El volumen circulante efectivo (VCE) es el volumen de sangre arterial que perfunde eficazmente el tejido. El ECV es una cantidad dinámica y no un compartimento distintivo medible. Este concepto es útil para la discusión de la fisiología cardiovascular y renal. 
Aunque el ECV normalmente varía con el líquido extracelular (ECF), se desacopla en enfermedades, como la insuficiencia cardíaca congestiva (CHF) o la cirrosis hepática. En tales casos, la disminución de ECV puede conducir a respuestas de reducción de volumen y edema. 
La disminución del VCE puede estimular la secreción de renina o estimular una respuesta del sistema nervioso simpático o la liberación de prostaglandinas (todo lo cual ayuda a mediar el flujo sanguíneo renal y la tasa de filtración glomerular, entre otras cosas). 